# Armin Papperger
Armin Papperger, né le 30 janvier 1963 à Mainburg (Bavière), est un homme d'affaires allemand. Il est le PDG de Rheinmetall AG, fabricant d'armes allemand qui produit notamment des obus d'artillerie et des véhicules militaires pour l'Ukraine durant la guerre russo-ukrainienne.

## Biographie

### Jeunesse et études
Armin Papperger naît le 30 janvier 1963 à Mainburg dans le land de Bavière. Il étudie l'ingénierie mécanique à l'université de Duisbourg avec une spécialisation en dynamique moléculaire des gaz, technologie de production et science des matériaux, avant d'obtenir un diplôme d’ingénieur.

### Carrière professionnelle
Après avoir obtenu son diplôme, il commence sa carrière professionnelle en 1990 dans le contrôle qualité chez Rheinmetall GmbH, à l'usine d'Unterlüß, en tant que responsable du groupe d'essais des matériaux. En 1992, il rejoint l'usine Rheinmetall de Düsseldorf en tant que chef adjoint du département de contrôle de la qualité, et en 1998, devient chef adjoint du département principal de gestion de la qualité.
Après différents postes à la direction de filiales, il est à partir de 2010 responsable des systèmes de véhicules ainsi que du secteur des armes et des munitions en tant que membre du conseil d'administration du ministère fédéral de la Défense allemand.
Début 2012, il devient président du conseil d'administration de la division Défense et ainsi membre du conseil d'administration du groupe Rheinmetall AG. Rheinmetall le nomme finalement PDG le 1er janvier 2013. À ce poste, il entame une politique de réorientation stratégique de l'entreprise, qui est annoncée en 2021 et envisage une transformation en un groupe technologique intégré.
Jusqu'à l'invasion de l'Ukraine en février 2022, il est mal vu dans une partie, pacifiste, de la classe politique allemande en raison de son métier de fabricant d'armes. Cependant, il reste convaincu de « contribuer à la protection de l’Allemagne, de l’Europe et de l’OTAN ». Cependant, après le début de la guerre, il « n’est plus le mauvais garçon de l’économie allemande », selon Libération. Il devient l'un des sponsors du Borussia Dortmund. Il prend des fonctions quasi-politiques, étant décrit comme le « ministre [...] du Réarmement de l’Allemagne ».
Sous sa direction, Rheinmetall devient cotée au sein de l'indice DAX à partir du 20 mars 2023. L'inclusion du groupe dans le DAX témoigne de l'augmentation de sa valeur à partir du début de l'invasion russe de l'Ukraine. De l'automne 2021 au printemps 2024, la valeur de l’action de Rheinmetall AG est multipliée par plus de cinq, dans un contexte d'augmentation des besoins en équipements militaires. Le chiffre d'affaires et les bénéfices de l'entreprise augmentent aussi significativement. Le groupe signe une coentreprise pour produire des véhicules blindés en Ukraine.

### Projet d'assassinat par la Russie
La chaine CNN révèle le 12 juillet 2024 une information émanant de la CIA, plus précisément de « cinq responsables américains et occidentaux non identifiés », selon laquelle le gouvernement russe chercherait à assassiner plusieurs  dirigeants d'entreprises de défense européennes, parmi lesquels Armin Papperger. Ils seraient visés en raison de leur engagement dans la production d'armes pour l'Ukraine dans le cadre de l'invasion de l'Ukraine par la Russie,. Le service fédéral de renseignement allemand confirme avoir été informé en mai 2024 d'un projet d'assassinat visant Armin Papperger par les États-Unis. Der Spiegel écrit que des « hommes de main » de la Russie étaient bien en Allemagne pour le tuer.
Cette tentative s'inscrit dans une campagne russe de sabotages à travers l'Europe, en grande partie par procuration. La Russie recrute des amateurs locaux, notamment chargés de commettre des incendies criminels dans des entrepôts où sont stockés des armes pour l'Ukraine, mais aussi des actes de vandalisme mineurs. Cette politique vise à contrecarrer le flux d’armes de l'Occident vers l'Ukraine et émousser le soutien de l'opinion publique à Kiev.
Le projet d'attaque est déjoué par l'action conjointe des deux services de renseignement. À partir du début de la guerre en Ukraine, Armin Papperger est accompagné en permanence de gardes du corps et son entreprise sous protection policière.
Le 12 juillet 2024, Dmitri Peskov, porte-parole du président russe Vladimir Poutine, nie les accusations faites contre la Russie, présentant les informations comme « fausses » et dépourvues de « tout argument sérieux »,.

## Vie privée
Armin Papperger est marié et a deux filles.